# الجمهورية الإسلامية (صحيفة)

شعار الصحيفة

الجمهورية الإسلامية (بالفارسية: جمهوری اسلامی) ، هي صحيفة إيرانية يومية أسست عام 1979م والناطقة باللغة الفارسية، تقع مقرها في العاصمة الإيرانية طهران.